# Regering-Dehousse I
De regering-Dehousse I (22 december 1981 - 27 januari 1982) was de eerste Waalse regering. De regering bestond uit de drie partijen: PS (49 zetels), PRL (28 zetels) en PSC (22 zetels).
In feite had de regering geen voorzitter en hadden de ministers geen bevoegdheden. De regering werd opgevolgd door de regering-Damseaux, waar de ministers wel bevoegdheden hadden.

## Samenstelling
De regering telde zes ministers: 3 voor de PS, 2 voor de PRL en 1 voor de PSC.
| Naam | Naam                              | Partij | Partij | Functie en bevoegdheden |
| ---- | --------------------------------- | ------ | ------ | ----------------------- |
|      | Jean-Maurice Dehousse (1936-2023) |        | PS     | Minister                |
|      | André Damseaux (1937-2007)        |        | PRL    | Minister                |
|      | Philippe Busquin (1941)           |        | PS     | Minister                |
|      | Melchior Wathelet (1949)          |        | PSC    | Minister                |
|      | Valmy Féaux (1933)                |        | PS     | Minister                |
|      | André Bertouille (1932)           |        | PRL    | Minister                |

Dehousse I · 
Damseaux · 
Dehousse II · 
Wathelet · 
Coëme · 
Anselme · 
Spitaels · 
Collignon I · 
Collignon II · 
Di Rupo I · 
Van Cauwenberghe I · 
Van Cauwenberghe II · 
Di Rupo II ·
Demotte I ·
Demotte II ·
Magnette ·
Borsus ·
Di Rupo III ·
Dolimont ·